# Fleckenbauch-Fruchttaube
Die Fleckenbauch-Fruchttaube (Cryptophaps poecilorrhoa), auch Fleckenfruchttaube oder Rotsteiß-Fruchttaube genannt, ist eine Art der Taubenvögel. Sie ist die einzige Vertreterin ihrer Gattung und zählt zu den bislang nur wenig erforschten Tauben. Sie kommt nur auf einer einzigen südostasiatischen Insel vor. Ihre systematische Stellung innerhalb der Taubenvögel ist noch nicht hinreichend erforscht. Sie weist Ähnlichkeiten zu den Kuckuckstauben auf. Dies ist möglicherweise jedoch auf eine konvergente Entwicklung zurückzuführen. Einige Merkmale ihres Körperbaus lassen auch eine Verwandtschaft mit den Bergtauben möglich sein.

## Erscheinungsbild
Die Fleckenbauch-Fruchttaube erreicht eine Körperlänge von 47 Zentimetern. Sie ist damit eine der großen Fruchttauben. Ihre Körpergröße entspricht in etwa der einer Ringeltaube. Verglichen mit dieser Art ist jedoch ihr Schwanz länger und die Flügel deutlich kürzer. Ein Geschlechtsdimorphismus ist nicht vorhanden.
Das Gefieder der Kopf und Hals grau. Der Vorderkopf ist zu Hellgrau aufgehellt. Die untere Brust ist hellgrau. Die obere Brust sowie der Mantel sind dunkelgrau. Der Bauch ist bräunlich. Die Bauchfedern sind breit gelbbraun gesäumt, so dass sich eine Schuppenzeichnung ergibt. Der Mantel, der Rücken sowie die Oberschwanzdecken und die Flügel sind dunkel olivgrün. Der Schwanz ist dunkel und weist an seinem Ende ein schmales hellgelbes bis weißgelbliches Band auf.

## Verbreitung und Verhalten

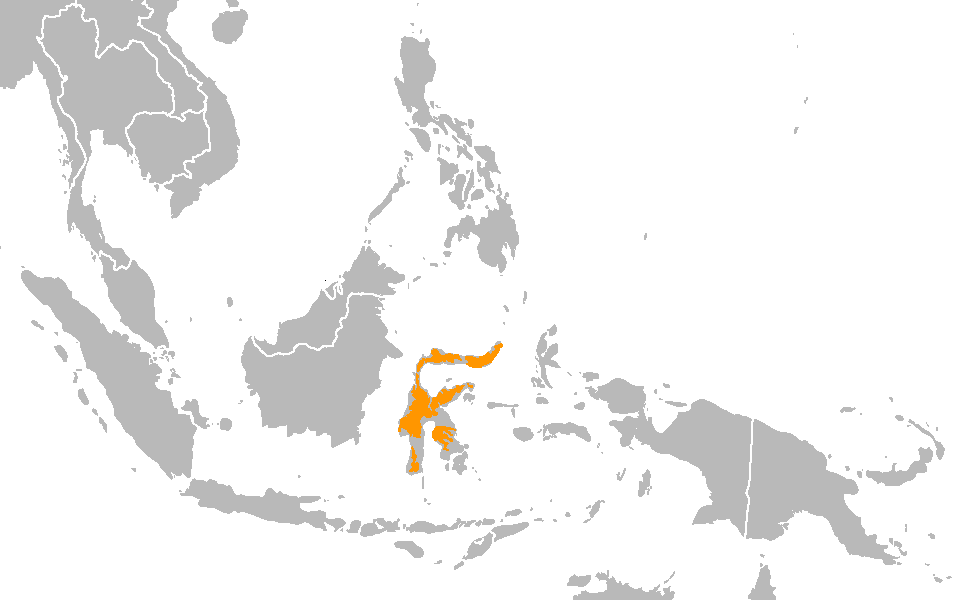
Verbreitungsgebiet der Fleckenbauch-Fruchttaube (orange)

Das Verbreitungsgebiet der Fleckenbauch-Fruchttaube sind die Gebirge des nördlichen und südöstlichen Sulawesi. Diese indonesische Insel liegt zwischen Borneo und Neuguinea und weist eine Fläche von 189.216 km² auf. 
Die Fleckenbauch-Fruchttaube ist eine verhältnismäßig selten Art. Sie ist bislang nur einzeln beobachtet worden. Meist sitzt sie in Baumwipfeln. Sie ist wenig ruffreudig und gemeinsam mit ihrem unauffälligen Gefieder ist sie deshalb nur schwer aufzufinden. Bis jetzt sind als Nahrung nur Palmensamen belegt, so dass es sich hier um einen Nahrungsspezialisten handeln könnte. Über die Brutbiologie dieser Art ist nichts bekannt. 